# Ulrich Brunck
Ulrich Brunck (* 9. Oktober 1833 in Winterborn; † 27. Dezember 1906 in Kirchheimbolanden) war Landwirt, Bürgermeister und Mitglied des Deutschen Reichstags.

## Leben
Brunck war der Sohn des Landwirts und Landtagsabgeordneten Friedrich Karl Brunck und der ältere Bruder des Chemikers Heinrich Brunck. Er besuchte Schulen in Speyer, Kreuznach und Wiesbaden und danach eine größere Landwirtschaftsschule. Auf dem väterlichen Gut wurde er als praktischer Landwirt ausgebildet. Ab 1850 war er Landwirt und Gutsbesitzer in Kirchheimbolanden. Weiter war er dort Stadtrat, Distriktsrat, Mitglied des Landrats der Pfalz von 1882 bis 1895 und Mitglied des Verwaltungsrats der Pfälzischen Bahnen und verschiedener öffentlicher und gemeinnütziger Anstalten und Gesellschaften. Von 1905 bis zu seinem Tode war er Stadtbürgermeister von Kirchheimbolanden.
Brunck gründete ein Komitee um den 1849 gefallenen Freiheitskämpfern des Gefechts bei Kirchheimbolanden ein Denkmal zu setzen.
Von 1890 bis 1898 war er Mitglied des Deutschen Reichstags für den Wahlkreis Pfalz 6 (Kaiserslautern, Kirchheimbolanden) und die Nationalliberale Partei. Zwischen 1899 und 1904 war er auch Mitglied der Bayerischen Kammer der Abgeordneten.

## Familie
Joseph Brunck, 1848 Abgeordneter der Nationalversammlung, war sein Onkel; der Reichstagsabgeordnete Moritz Bolza war ein Vetter Bruncks.